# Enying
Enying – miasto na Węgrzech, w komitacie Fejér w powiecie Enying. Liczy 6847 mieszkańców (styczeń 2011).

## Współpraca międzynarodowa
- Bad Urach
- Świerklany
- Huedin
- Jukamienskoje